# Conrad IV d'Oleśnica
Pour les articles homonymes, voir Conrad IV.
Conrad IV d'Oleśnica dit l'Ainé  (en polonais: Konrad IV Oleśnicki Senior ), né vers 1380 à Oels, † le 9 août 1447 à Jeltsch, est duc Piast de Silésie, duc conjoint d'Oleśnica puis de Kąty Wrocławskie et Bierutów, et aussi évêque de Wroclaw.

## Biographie

### Origine
Conrad IV l'aîné est le fils aîné du duc Conrad III « l'Ancien » et de son épouse Agnes,
fille de Casimir Ier duc de Cieszyn.

### Débuts ecclésiastiques
Malgré sa position d'héritier présomptif il choisit de faire une carrière ecclésiastique. Il progresse rapidement dans la hiérarchie religieuse. À la fin de 1399, il devient clerc à Wroclaw. Une année plus tard il postule à l'office de chanoine de Wrocław et de prévôt de Domasław, mais il n'obtient pas les bénéfices. Conrad IV ne se décourage pas et devient finalement chanoine de Wroclaw et pendant la période de 1411 à 1417 il exerce la fonction de prévôt du chapitre de chanoines. En 1411 Conrad IV cherche à se faire élire évêque de Warmie. Dans ce but il n'hésite pas à effectuer un voyage à Rome, et bien que cette démarche reste sans succès et en compensation il obtient le titre de maître et devient notaire apostolique. En 1412 il est nommé chanoine d'Olomouc.

### Duc d'Oleśnica
En 1412-1413 Conrad IV l’Aîné succède également à son père et gouverne Oleśnica et Kąty Wrocławskie conjointement avec son frère cadet Conrad V d'Oleśnica. À partir de 1416, il renonce à une grande partie de son duché, à la suite d'un partage avec ses frères cadets Conrad VI et Conrad VII, mais il reste le duc de Kąty Wrocławskie et Bierutów. 

### Évêque de Wroclaw
Après la résiliation en 1417 du duc Waclaw II de Legnica comme évêque de Wroclaw, le pape Martin V le nomme au siège vacant le 17 décembre 1417. Conrad IV est consacré évêque le 22 janvier 1418 par Jean Tylemann, suffragant de la collégiale de Saint-Nicolas à Otmuchów. Il meurt le 9 août 1447.

## Sources
- Notices d'autorité :   - VIAF
  - GND
  - Pologne
- (en) Catholic-hierarchy.org « Bishop: Konrad von Schlesien-Ols »